# الجائزة الكبرى (جمعية نقاد السينما البلجيكية)
الجائزة الكبرى (جمعية نقاد السينما البلجيكية) (بالإنجليزية: Grand Prix (Belgian Film Critics Association)) منظمة لنقاد السينما من مطبوعات مقرها بروكسل، بلجيكا.

## تاريخ الجمعية
تأسست جمعية نقاد السينما البلجيكية في أوائل الخمسينيات من القرن الماضي في بروكسل. تضم عضويتها مراجعي أفلام من الصحف اليومية والصحف الأسبوعية والمجلات من بلجيكا. تجتمع في ديسمبر من كل عام، المنظمة للتصويت على جوائز الأفلام الصادرة في السنة التقويمية السابقة. لتحديد الجوائز السنوية، يتم إرسال بطاقات الاقتراع من الأعضاء - مختارون من عشاق الأفلام والأكاديميين وصانعي الأفلام والطلاب ذوي المعرفة - ثم يتم جدولتها لاحقًا من أجل تحديد الفائزين. قدمت جمعية نقاد السينما البلجيكية منذ عام 1954، الجائزة الكبرى لفيلم العام «الذي ساهم أكثر في إثراء السينما وتأثيرها». تقدم المنظمة جائزة أندريه كافينز منذ عام 1976، لأفضل فيلم تم إنتاجه في بلجيكا، ويتم اختيار اسمه تكريما للمخرج السينمائي البلجيكي أندريه كافينز (1912-1971).

## وصلات خارجية
https://www.imdb.com/event/ev0002756/2020/1 الجائزة الكبرى (جمعية نقاد السينما البلجيكية)
https://www.flickchart.com/Charts.aspx?franchise=1024 الجائزة الكبرى (جمعية نقاد السينما البلجيكية)
https://artsandculture.google.com/entity/grand-prix/m0nb3t58?hl=en الجائزة الكبرى (جمعية نقاد السينما البلجيكية)
https://web.archive.org/web/20120121032129/http://cinergie.be/breve/prix_cavens_et_finalistes_du_grand_prix_de_l_ucc الجائزة الكبرى (جمعية نقاد السينما البلجيكية)